# Lužánky (katastrální území)
Již zrušené brněnské katastrální území Lužánky existovalo od druhé katastrální reformy Brna provedené v letech 1966–1969 do roku 1979, kdy bylo k 1. červenci zrušeno. Vzniklo po obou stranách Lidické ulice v okolí stejnojmenného parku, na území patřícím od 24. listopadu 1990 k městské části Brno-střed, z části zrušeného katastrálního území Velká Nová Ulice a Červená, a zahrnovalo východní část současného katastrálního území Veveří (základní sídelní jednotky „U stadionu“ a „Mášova“), západní část současného katastrálního území Černá Pole (základní sídelní jednotky „Lužánky“ a „Třída Kapitána Jaroše“) a nezastavěný úzký pruh území v ulici Pionýrské, náležející v současnosti ke katastrálnímu území Ponava. Jeho hranice tvořily ulice Kounicova, severní okraj Moravského náměstí, Koliště, Milady Horákové, Traubova, Náměstí 28. října, Drobného, Pionýrská a Kotlářská.